# Der Blaue Engel (Filmpreis)
Der Blaue Engel ist ein Preis bei den Internationalen Filmfestspielen (Berlinale) in Berlin, mit dem der beste europäischen Film im Wettbewerbsprogramm ausgezeichnet wurde. Der bis 2005 vergebene Preis wurde von der Urheberrechtsorganisation AGICOA (Association de Gestion Internationale Collective des Oeuvres Audiovisuelles) gestiftet und daher auch als AGICOA-Preis bezeichnet. Die Bezeichnung „Der Blaue Engel“ war irreführend, da „Lola“, die Statue des Deutschen Filmpreis auf dem Film Der blaue Engel basiert und auch öfter so bezeichnet wird.
Mit einem Preisgeld von 25.000 Euro handelte es sich um den höchstdotierten Preis des Wettbewerbs.
Er wurde 2006 abgelöst durch einen „Preis für das beste Erstlingswerk“. Dieser wird gestiftet von der Gesellschaft zur Wahrnehmung von Film- und Fernsehrechten (GWFF), einer Muttergesellschaft der AGICOA Urheberrechtsschutz GmbH.  Diese Auszeichnung, die ebenfalls mit 25.000 Euro dotiert ist, wird von einer internationalen Jury aus drei Mitgliedern vergeben.

## Preisträger
- 1996: Schön ist die Jugendzeit (Lust och fägring stor) – Regie: Bo Widerberg[3]
- 1999: Reise zur Sonne – Regie: Yeşim Ustaoğlu[4]
- 2000: Die Stille nach dem Schuss – Regie: Volker Schlöndorff[5]
- 2001: Intimacy – Regie: Patrice Chéreau[6]
- 2002: Små ulykker / Kleine Missgeschicke – Regie: Annette K. Olesen[7]
- 2003: Good Bye, Lenin! – Regie: Wolfgang Becker[8]
- 2004: Om jag vänder mig om / Morgengrauen – Regie: Björn Runge[9]
- 2005: Paradise Now – Regie: Hany Abu-Assad[10]